# ديبرا أوزوالد
ديبرا أوزوالد (بالإنجليزية: Debra Oswald)‏ هي كاتِبة وكاتبة سيناريو وكاتبة للأطفال أسترالية، ولدت في 30 أغسطس 1959.

## وصلات خارجية
- ديبرا أوزوالد على موقع IMDb (الإنجليزية)